# 고성 법천사지 승탑군
고성 법천사지 승탑군(固城 法泉寺址 僧塔群)은 대한민국 경상남도 고성군 대가면에 있는 승탑군이다.
1994년 7월 4일 경상남도의 문화재자료 제207호 고성양화리 법천사지부도군으로 지정되었다가, 2018년 12월 20일 현재의 명칭으로 변경되었다.

## 개요
법천사의 옛 터에 자리하고 있는 7기의 부도와 1기의 부도비이다. 부도란 승려의 시신을 화장한 후 그 유골이나 사리를 모셔두는 곳으로, 승려의 무덤을 상징하는데, 1기의 비와 부도에 ‘계봉화상(鷄봉和尙)’이라 적혀있고, 다른 부도들에도 ‘조웅대사’등의 승려 이름이 적혀 있어, 모셔둔 사리의 주인공을 밝히고 있다.
부도들은 모두 종모양의 탑신(塔身)을 지닌 석종형 부도로 조선시대에 세운 것으로 보인다. 터 주위의 산골짜기 이름들이 나무암골, 진성암골, 운봉암골, 생언암골, 국사당 등 암자의 이름을 따오고 있어 불교 번성기 때에 큰절이 있었을 것으로 추정된다. 이 부도들은 당시 절의 규모를 추측해볼 수 있는 중요한 자료가 되고 있다.

## 참고 자료
- 고성 법천사지 승탑군 - 국가유산청 국가유산포털